# キング・オブ・ダーク王座
キング・オブ・ダーク王座（キング・オブ・ダークおうざ）は、DDTプロレスリングが管理、認定していた王座。

## 歴史
2015年1月、王者はダークマッチにしか出られず、王者が挑戦者に勝たない限りは本選には出場できない王座として創設（いわゆる第0試合でしか試合ができない）。ただし、王者でも一部の試合には出場できる。時折、タッグマッチ、3WAYマッチとして防衛戦が行われることもある。シングルマッチの場合は王者が直接勝たない限り、王座の移動せず引き分けの場合も防衛となる。タッグマッチの場合は王者が直接勝利した場合のみ王座が移動して、それ以外の結果では王者の防衛となり、王者に負けた相手が新王者となる。また、3WAYマッチの場合は挑戦者同士で決着がついた場合は王者が防衛となる。両者リングアウトの場合も王者が防衛。また、初代王者の伊橋は各興行でタイトルマッチが組まれていないとゼネラルマネージャーの前説に乱入して挑戦者を募集するが、挑戦者として当日試合の組まれていないDDT NEW ATTITUDEの面々、伊橋が無理やり指名したDNAの面々にやられることが非常に多かった。さらにはルールを自身の得意なボクシングルールにしたり、ゼネラルマネージャーの権限でKO-D無差別級王座をガンバレ☆プロレスに流出させてしまったヤス・ウラノだけ1カウントで負けとなるルールで試合が行われたこともある。自ら挑戦したいと名乗りを上げた選手はおらず挑戦者はゼネラルマネージャーの権限などで勝手に決まっていることが多い。1月19日、川口大会でゼネラルマネージャーに「王者になるとモテる」、「初代チャンピオンはお前しかいない」、「赤井沙希とチャンピオンカップルになれる」と言われダークマッチにしか出られないチャンピオンベルトとは聞かされていない伊橋剛太、入江茂弘とのシングルマッチに乱入してまでゼネラルマネージャーが交渉したDJニラのシングルマッチで王座決定戦を行う。1月25日、後楽園ホール大会でゼネラルマネージャーの前説中に福田洋と星誕期が乱入してダークマッチを行い星誕期が勝利。タイトルマッチに福田と星誕期のタッグがDJニラと伊橋剛太のタッグと対戦することが決定。2月15日、さいたまスーパーアリーナ大会で初代王座決定戦が行われて福田が首固めで伊橋を丸め込み、伊橋が初代王者となった。初代王者の伊橋曰く「無駄にかっこいいベルト」。3月29日、「いつでもどこでも挑戦権」争奪時間差バトルロイヤルのドクロマークの封筒に挑戦権が入り、これを遠藤哲哉が獲得している。しかし、直前に遠藤が足を負傷したため、挑戦者には遠藤が持っていた「いつでもどこでも挑戦権」とすり替えたヤス・ウラノが挑戦することになった。またこの時GMは一部始終を見てはいたが、めんどくさくて黙っていたと言う。8月23日、初の他団体の挑戦者として"ハリウッド"ストーカー市川が挑戦するも伊橋が防衛に成功。ゼネラルマネージャーからは「市川さん相手に防衛したらもう上がりだな。もう永久王者としてベルト封印でいいんじゃないか」と提案されてしまった。なお、勝利したストーカー市川は、敗者が王者になるルールを知らず「ウチの団体、1個ベルトがなくなったんだよ、よこせよ」とクレームを付けていた。11月3日、名古屋大会でKENSOが初のDDTグループ系列外の選手として初めて戴冠。
2016年2月28日、ワンチューロが外国人選手として初めて戴冠。5月21日、映像班の今成夢人が初めて戴冠。実際には事前にXと伊橋がシングルマッチで防衛戦を行うはずがゼネラルマネージャーも大社長もXとなる選手を探しておらず、当日の試合で大社長が今成を呼び込み今成は私服姿のままでタイトルマッチに臨んだ。
2017年12月13日、王者の鈴木大が引退により、空位となって事実上封印状態となる。

## 歴代王者
| 歴代   | 選手         | 戴冠回数 | 防衛回数 | 獲得日付       | 獲得場所 （対戦相手・その他）                                                 |
| ------ | ------------ | -------- | -------- | -------------- | ----------------------------------------------------------------------------- |
| 初代   | 伊橋剛太     | 1        | 11       | 2015年2月15日  | さいたまスーパーアリーナコミュニティアリーナ 星誕期&福田洋 パートナーはDJニラ |
| 第2代  | 宮武俊       | 1        | 1        | 2015年6月6日   | ふれあいキューブ                                                              |
| 第3代  | 伊橋剛太     | 2        | 14       | 2015年6月14日  | 大阪府立体育会館第2競技場 宮武俊&梅田公太 パートナーは福田洋                  |
| 第4代  | 高木三四郎   | 1        | 4        | 2015年9月27日  | 後楽園ホール                                                                  |
| 第5代  | KENSO        | 1        | 0        | 2015年11月3日  | 名古屋国際会議場イベントホール                                                |
| 第6代  | 岩崎孝樹     | 1        | 4        | 2015年11月8日  | ふれあいキューブ                                                              |
| 第7代  | 鈴木大       | 1        | 0        | 2015年12月13日 | 博多スターレーン                                                              |
| 第8代  | 伊橋剛太     | 3        | 2        | 2015年12月23日 | 後楽園ホール 鈴木大&岩崎孝樹 パートナーはゴージャス松野                       |
| 第9代  | 諸橋晴也     | 1        | 0        | 2016年1月23日  | 所沢市民体育館サブアリーナ                                                    |
| 第10代 | 伊橋剛太     | 4        | 1        | 2016年1月23日  | 所沢市民体育館サブアリーナ                                                    |
| 第11代 | 渡瀬瑞基     | 1        | 2        | 2016年1月31日  | 後楽園ホール 伊橋剛太&松永智充 パートナーは福田洋                             |
| 第12代 | ワンチューロ | 1        | 0        | 2016年2月28日  | 後楽園ホール 渡瀬瑞基&梅田公太 パートナーは福田洋                             |
| 第13代 | 諸橋晴也     | 2        | 1        | 2016年3月5日   | ふれあいキューブ ワンチューロ&DJニラ パートナーは星誕期                       |
| 第14代 | 星誕期       | 1        | 0        | 2016年4月2日   | ふれあいキューブ                                                              |
| 第15代 | 伊橋剛太     | 5        | 1        | 2016年4月24日  | 後楽園ホール                                                                  |
| 第16代 | 今成夢人     | 1        | 2        | 2016年5月24日  | ふれあいキューブ                                                              |
| 第17代 | 力           | 1        | 2        | 2016年8月6日   | ふれあいキューブ                                                              |
| 第18代 | 島谷常寛     | 1        | 11       | 2016年9月25日  | 後楽園ホール KENSO&力&伊橋剛太 パートナーはワンチューロ&レッカ                |
| 第19代 | 伊橋剛太     | 6        | 2        | 2017年2月19日  | 後楽園ホール                                                                  |
| 第20代 | 鈴木大       | 2        | 1        | 2017年8月20日  | 両国国技館 封印                                                               |

## 主な記録
- 最多戴冠回数 : 6回 - 伊橋剛太（初代、3、8、10、15、19代）
- 最多連続防衛回数 : 14回 - 伊橋剛太（第3代）
- 最多通算防衛回数 : 30回 - 伊橋剛太